# Jättendalssjön
Jättendalssjön är en sjö i Nordanstigs kommun i Hälsingland och ingår i Gnarpsån-Harmångersåns kustområde. Sjön har en area på 1,48 kvadratkilometer och ligger 15 meter över havet. Sjön avvattnas av vattendraget Edsmyrån.

## Delavrinningsområde
Jättendalssjön ingår i det delavrinningsområde (687391-157630) som SMHI kallar för Utloppet av Jättendalssjön. Medelhöjden är 40 meter över havet och ytan är 12,4 kvadratkilometer. Räknas de 3 avrinningsområdena uppströms in blir den ackumulerade arean 39,2 kvadratkilometer. Avrinningsområdets utflöde Edsmyrån mynnar i havet. Avrinningsområdet består mestadels av skog (47 procent) och jordbruk (24 procent). Avrinningsområdet har 1,46 kvadratkilometer vattenytor vilket ger det en sjöprocent på 11,7 procent. Bebyggelsen i området täcker en yta av 0,46 kvadratkilometer eller 4 procent av avrinningsområdet.